# Государственное агентство по альтернативным и возобновляемым источникам энергии Азербайджана
Государственное агентство по альтернативным и возобновляемым источникам энергии Азербайджана — государственный орган при Министерстве энергетики Азербайджана. Регулирует деятельность в сфере альтернативных и возобновляемых источников энергии в Азербайджане.

## История
Государственное агентство по альтернативным и возобновляемым источникам энергии было создано 16 июля 2009 года при Министерстве промышленности и энергетики.
1 июня 2012 года Агентство было упразднено. На основе Агентства была учреждена Государственная компания по альтернативным и возобновляемым источникам энергии.
1 февраля 2013 года Агентство было восстановлено. 14 января 2019 года Агентство было вновь упразднено.
22 сентября 2020 года восстановлено.

## Структура
Агентство возглавляет директор, назначаемый и смещаемый министром энергетики.
В структуру Агентства входят:
- Отдел по развитию территорий возобновляемых источников энергии
- Отдел по работе с проектами
- Отдел по водородным и зелёным технологиям

В подчинении Агентства находится ЗАО «Azalternativenerji».

## Функции
Агентство осуществляет организацию и регулирование деятельности в сфере возобновляемых источников энергии и их рационального использования.
Задачи Агентства:
- определение потенциала возобновляемой энергии регионов Азербайджана, и возможности её использования
- создание электронной информационной системы по возобновляемым источникам энергии
- обеспечение установки и использования контрольно-измерительного оборудования возобновляемых источников энергии
- сбор, обработка, использование информации по возобновляемым источникам энергии
- проведение инженерно-изыскательных, разведочных, проектных работ в сфере возобновляемых источников энергии
- подготовка технико-экономического обоснования перспективных проектов в сфере возобновляемых источников энергии
- обеспечение экологической безопасности на территории использования возобновляемых источников энергии
- организация приобретения и внедрения современного оборудования, техники, технологий в сфере возобновляемых источников энергии
- привлечение инвестиций в сферу возобновляемых источников энергии

## Деятельность
Мощность системы энергетики Азербайджанской Республики на данный момент составляет около 12 тысяч мегаватт. Потенциал возобновляемых источников энергии превышает 26,9 тысяч мегаватт.
Реализация программы по развитию альтернативной энергии стартовала в 2004 году.
Повышение цен на нефть в 2007 году способствовал широкомасштабному использованию альтернативных источников энергии (солнца, ветра, воды и т.д.).
Весной 2011 года агентство в сотрудничестве с ПРООН запустило новый проект «Содействие развитию устойчивой энергетики в Азербайджане". Этот проект стал возможным благодаря финансовой поддержке 500000 € предоставляемых Европейской комиссией и $ 790 тысяч, выделенных правительством Норвегии. Производство энергии в Азербайджане в настоящее время в значительной степени зависит от эксплуатации углеводородных запасов страны и в то время как развитие возобновляемых источников энергии является одним из стратегических приоритетов государства, правовая и институциональная среда еще не привлекательны для потенциальных инвесторов. Этот проект направлен на оказание помощи правительству Азербайджана для преодоления этих препятствий путём пересмотра и изменения существующих правовых и институциональных рамок. Реализация этого проекта станет значительным шагом в содействии достижению Целей развития тысячелетия в Азербайджане.
В 2013 году первая по счёту гибридная электростанция в Гобустанском районе произвела, а также передала в энергораспределительную систему республики первый миллион киловатт/часов электроэнергии.
Весной 2014 года состоялось открытие солнечной электростанции Общества с ограниченной ответственностью «Азалтернативэнержи» при Государственном агентстве по альтернативным и возобновляемым источникам энергии в посёлке Сураханы. На станции функционирует пункт обучения, в котором проводятся курсы для студентов и специалистов этой отрасли. Площадь станции составляет 6 гектаров. На территории станции действует 8 тысяч солнечных панелей.
В 2014 году инвестиции в развитие альтернативной энергетической системы в стране превысило 63,6 миллиона манатов. Из них 34,9 миллиона манатов были выделены на развитие солнечной энергии, 28,7 миллиона манатов же - на развитие ветряной энергии.
К концу 2014-началу 2015 годов было завершено создание централизованной распределительной смарт-сети для подачи электроэнергии. Целью создания системы является организация процесса распределения электроэнергии в Гобустанском районе напрямую.
Существует трехступенчатая Модель энергетического развития, инициатором создания которой является Государственное агентство по альтернативным и возобновляемым источникам энергии.
Проект «Тысяча домов – тысяча электростанций» предусматривает оснащение каждого дома экологически чистой и безопасной малой электростанцией, которая способна преобразовать солнечную энергию в электрическую.
Согласно проекту «Бузовна Эко-кенд», энергоснабжение на данной территории будет обеспечиваться за счет солнечных панелей.
Проект «Гобустан 2020» является одним из пилотных проектов, реализация которого будет проведена с помощью системы «Умная сеть». Это сократит потерю энергии и даст возможность поставлять потребителю более качественную электроэнергию. Планируется строительство 11 водохранилищ разного объема и других экономических, сельскохозяйственных и промышленных объектов.
Агентством была создана автоматическая система управления освещением дорог и жилых зданий, цель которой заключается в освещении дорог и жилых зданий в зависимости от времени суток. Возможно также освещение дорог в зависимости от интенсивности движения автомобилей. Это позволяет экономить электроэнергию и сокращать дорожно-эксплуатационные расходы.
С помощью использования альтернативной энергии к 2020 году возможна экономия 1,1 миллиарда кубометров газа, тем самым гарантирован означает рост ВВП на 7,9%.

## Государственная политика
Политика в области альтернативной энергии в стране проводится на основе Государственной программы по использованию альтернативных и возобновляемых источников энергии на 2004-2013 годы. В 2009-2011 годах в развитие данной сферы было выделено 30,4 млн. манатов.
Основные цели политики государства в сфере возобновляемых источников энергии:
- Поддержка данной области государством;
- Совершенствование законодательства;
- Развитие частного сектора;
- Финансовая поддержка и политика субсидий;
- Развитие современных технологий;
- Исследование и развитие, обмен информацией;
- Образование, обучение и продвижение экологически чистой энергии.[14]

### Государственные программы в области альтернативной и возобновляемой энергетики
- «Государственная Программа по использованию альтернативных и возобновляемых источников энергии в Азербайджанской Республике», утвержденная распоряжением Президента Азербайджанской Республики от 21 октября 2004 года под номером 462,
- «Государственная Программа по социально-экономическому развитию города Баку и его поселков в 2011-2013 гг.», утвержденная распоряжением Президента Азербайджанской Республики от 4 мая 2011 года.[2]

В рамках вышеуказанных программ было сделано следующее:
- строительство ветреной электростанции мощностью 2,7 МВт,
- строительство солнечной электростанции мощностью 1,8 МВт,
- строительство биогазовой установки мощностью 1,0 МВт в «Гобустанском экспериментальном полигоне и центре обучения».[11]

Государственная стратегия по использованию альтернативных и возобновляемых источников энергии за 2012-2020 годы:
- Определение основных направлений производства электрической и тепловой энергии за счет ВИЭ;
- Создание нормативно-правовой базы в области ВИЭ;
- Подготовка стимулирующих мероприятий по использованию ВИЭ;
- Применение ВИЭ в экономических сферах.[15]

## Сотрудничество
Продолжаются совместные работы Государственного Комитета и Государственного агентства по альтернативным и возобновляемым источникам энергии по созданию Технического Комитета.
В 2016 году между Бакинской Высшей Школой Нефти (БВШН) и Государственным агентством по альтернативным и возобновляемым источникам энергии (ГААВИЭ) было подписано соглашение о сотрудничестве. Пункты соглашения следующие:
- организация ряда ознакомительных визитов на объекты ГААВИЭ,
- создание условий для производственной практики,
- проведение совместных научно-исследовательских работ для эффективного потребления возобновляемых и альтернативных источников энергии,
- представление студентам и преподавателям БВШН докладов специалистами агентства,
- совместная организация семинаров и конференций.[17]

Ведётся сотрудничество с Объединёнными Арабскими Эмиратами, Республикой Грузия. Активную поддержку оказывает Евросоюз. Осуществляется продажа выработанной электроэнергии в Иран, Турцию, Российскую Федерацию, Грузию.
Между турецкой компанией "Turcas Enerji Holding" и "Azalternativenerji" при Государственном агентстве по альтернативным и возобновляемым источникам энергии Азербайджанской Республики был подписан меморандум о взаимопонимании.
Согласно меморандуму, намечалась инвестиция в строительство солнечных, ветряных и геотермальных электростанций на территории Турции и Азербайджане. Срок действия документа – три года. За этот период планируется строительство приблизительно ста объектов для получения альтернативной электроэнергии.
В 2016 году Агентство вело переговоры с Агентством США по международному развитию (USAID). Результатом переговоров стал договор о сотрудничестве в данной области.